# Bahnhof Tenryū-Futamata
Der Bahnhof Tenryū-Futamata (jap. 天竜二俣駅, Tenryū-Futamata-eki) ist ein Bahnhof auf der japanischen Insel Honshū, betrieben von der Bahngesellschaft Tenryū Hamanako Tetsudō. Er befindet sich in der Präfektur Shizuoka auf dem Gebiet der Stadt Hamamatsu, genauer im ländlich geprägten Stadtbezirk Tenryū-ku.

## Beschreibung
Tenryū-Futamata ist ein Zwischenbahnhof an der Tenryū-Hamanako-Linie, die Kakegawa mit Shinjohara verbindet. Regionalzüge verkehren in der Regel in einem angenäherten Stundentakt, der in der Hauptverkehrszeit zu einem Halbstundentakt verdichtet wird. Morgens und abends befahren die Züge die gesamte Strecke, während es tagsüber in Tenryū-Futamata eine betriebliche Zweiteilung gibt und hier umgestiegen werden muss. Die Bushaltestelle auf dem Bahnhofsvorplatz wird von zwei Linien der Gesellschaft Entetsu Bus bedient.
Der Bahnhof steht im Ortsteil Futamatachō-Akura, etwa 200 Meter nördlich des Flusses Tenryū. Die Anlage ist von Osten nach Westen ausgerichtet und besitzt sieben Gleise, von denen drei dem Personenverkehr dienen. Diese liegen am Hausbahnsteig und an einem Mittelbahnsteig, der über einen Niveauübergang mit dem Empfangsgebäude an der Nordseite verbunden ist. Verschiedene Teile des Bahnhofs wie der ehemalige Bahnhofladen, die Bahnsteigdächer, die Pumpenanlage und der Wasserturm stehen seit 2011 als registrierte materielle Kulturgüter unter Denkmalschutz.
Tenryū-Futamata ist der Hauptsitz der Bahngesellschaft Tenryū Hamanako Tetsudō und ihr Betriebsmittelpunkt. Östlich des Personenbahnhofs steht das Bahnbetriebswerk mit Abstellanlage. Obwohl die Strecke ausschließlich von Dieseltriebwagen befahren wird, sind Ringlokschuppen und Drehscheibe aus der Zeit des Dampfbetriebs erhalten geblieben. Zusammen mit der dazu gehörenden Gebäudegruppe stehen sie seit 1998 ebenfalls unter Denkmalschutz. Auf dem Gelände wird dauerhaft eine Dampflokomotive der JNR-Klasse C58 ausgestellt.

## Geschichte
Das Eisenbahnministerium eröffnete den Bahnhof am 1. Juni 1940, zusammen mit der Strecke zwischen Enshū-Mori und Kanasashi, dem letzten fehlenden Teilstück der damaligen Futamata-Linie (二俣線, Futamata-sen). In den Jahren 1958 bis 1966 war Tenryū-Futamata auch die Endstation vereinzelter Züge der Enshū Tetsudō von und nach Shin-Hamamatsu. 1967 begann die Japanische Staatsbahn mit dem Bau der Sakuma-Linie, die hier in nördlicher Richtung abzweigen und eine Verbindung zum Bahnhof Chūbu-Tenryū an der Iida-Linie herstellen sollte; dreizehn Jahre später wurde das zur Hälfte fertiggestellte Projekt aufgegeben. Aus Kostengründen stellte die Staatsbahn am 1. November 1982 den Güterumschlag ein. Im Rahmen der Staatsbahnprivatisierung ging der Bahnhof am 15. März 1987 in den Besitz der neu gegründeten Bahngesellschaft Tenryū Hamanako Tetsudō über.

## Bilder

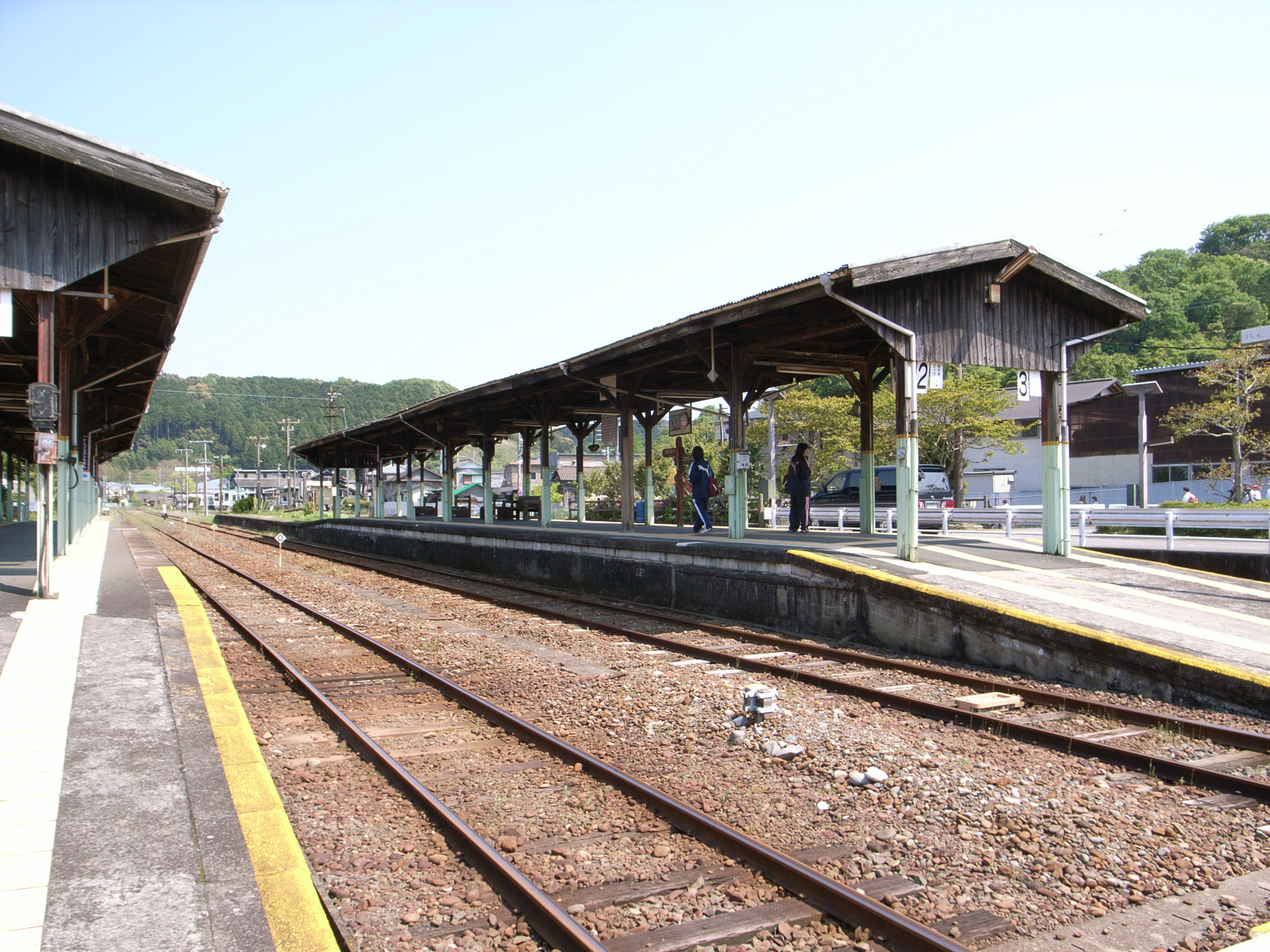
Mittelbahnsteig
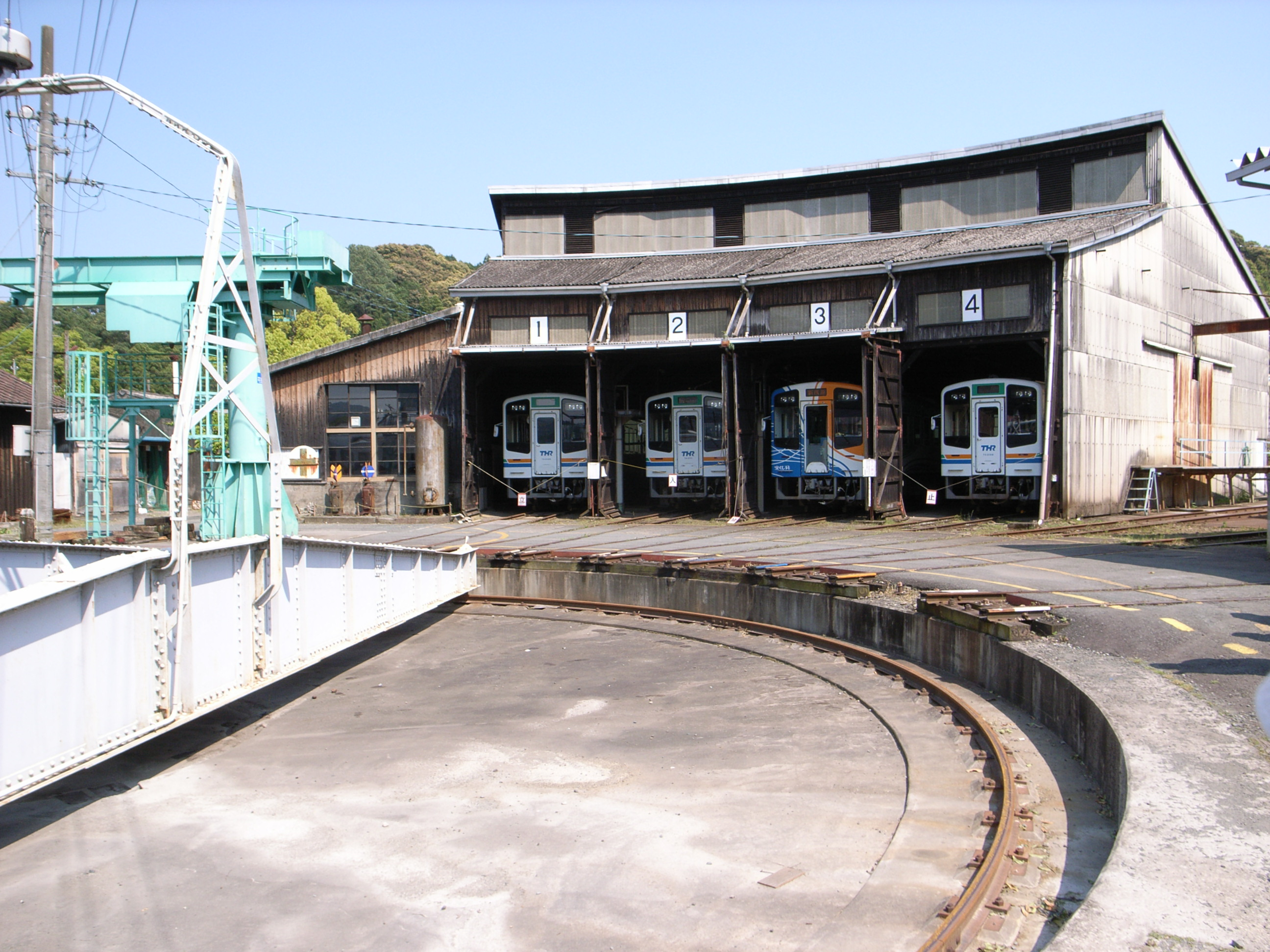
Lokomotivschuppen und Drehscheibe
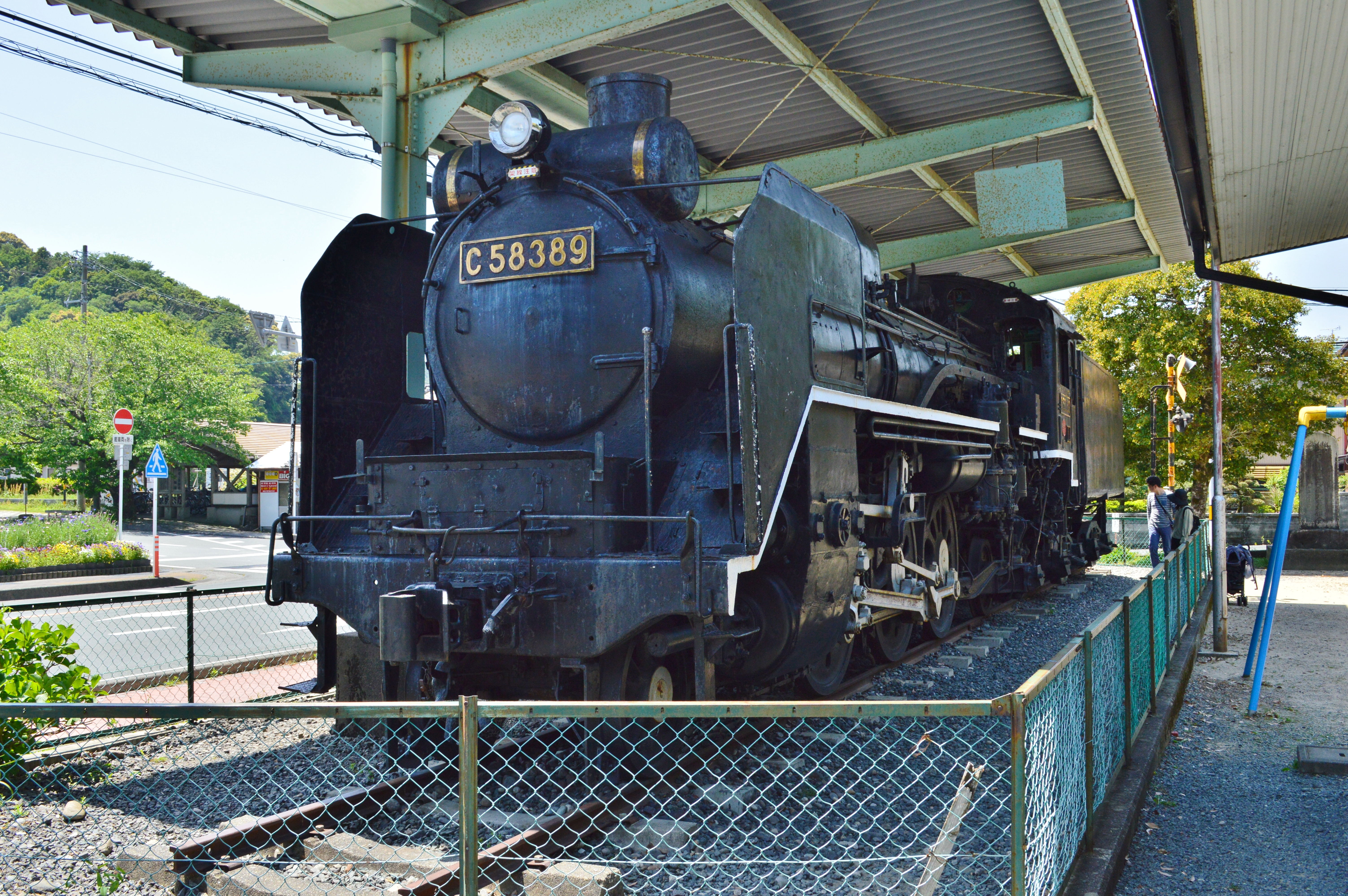
Ausgestellte Dampflok der Baureihe C58
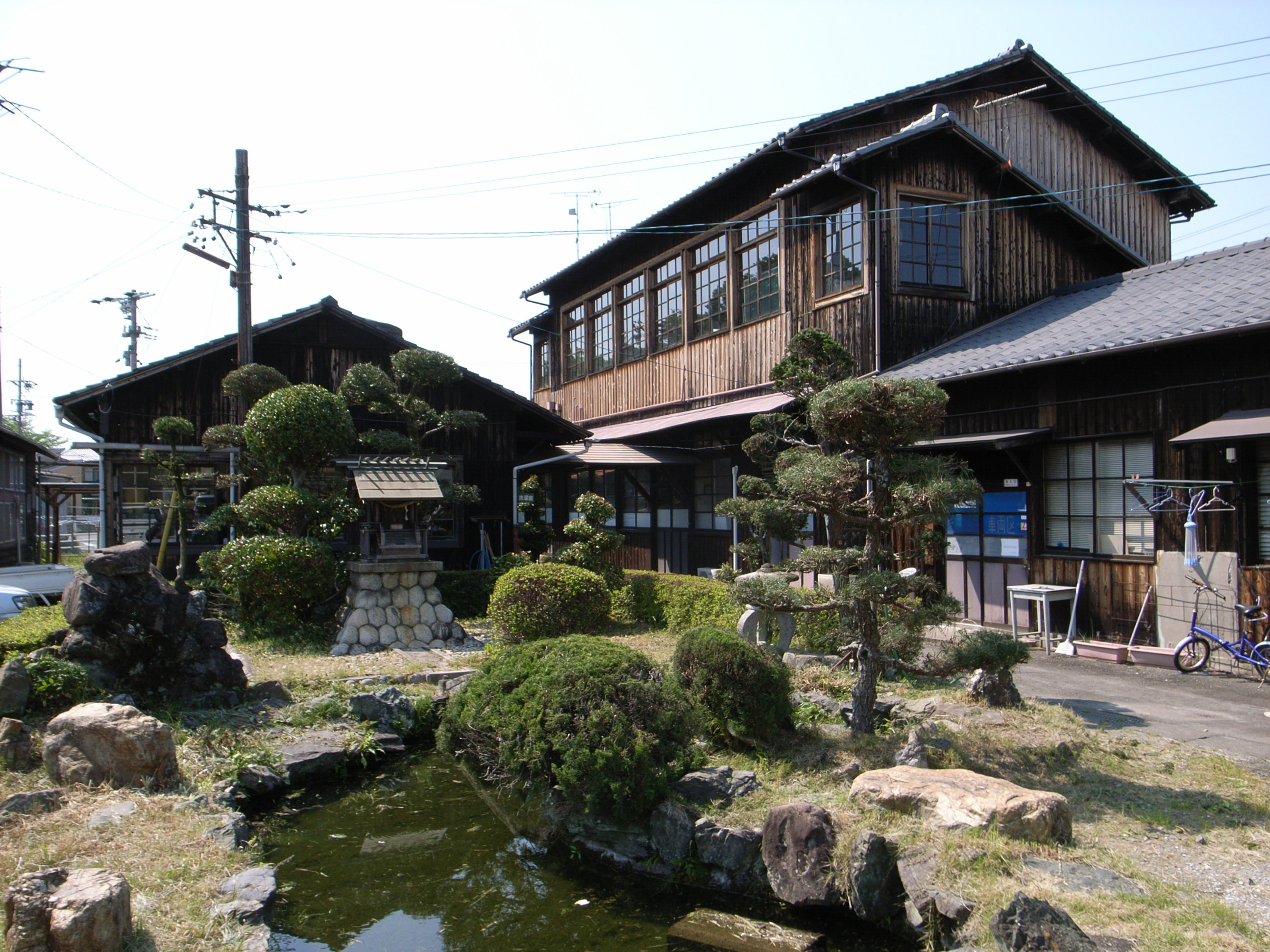
Dienstgebäude mit Gartenanlage
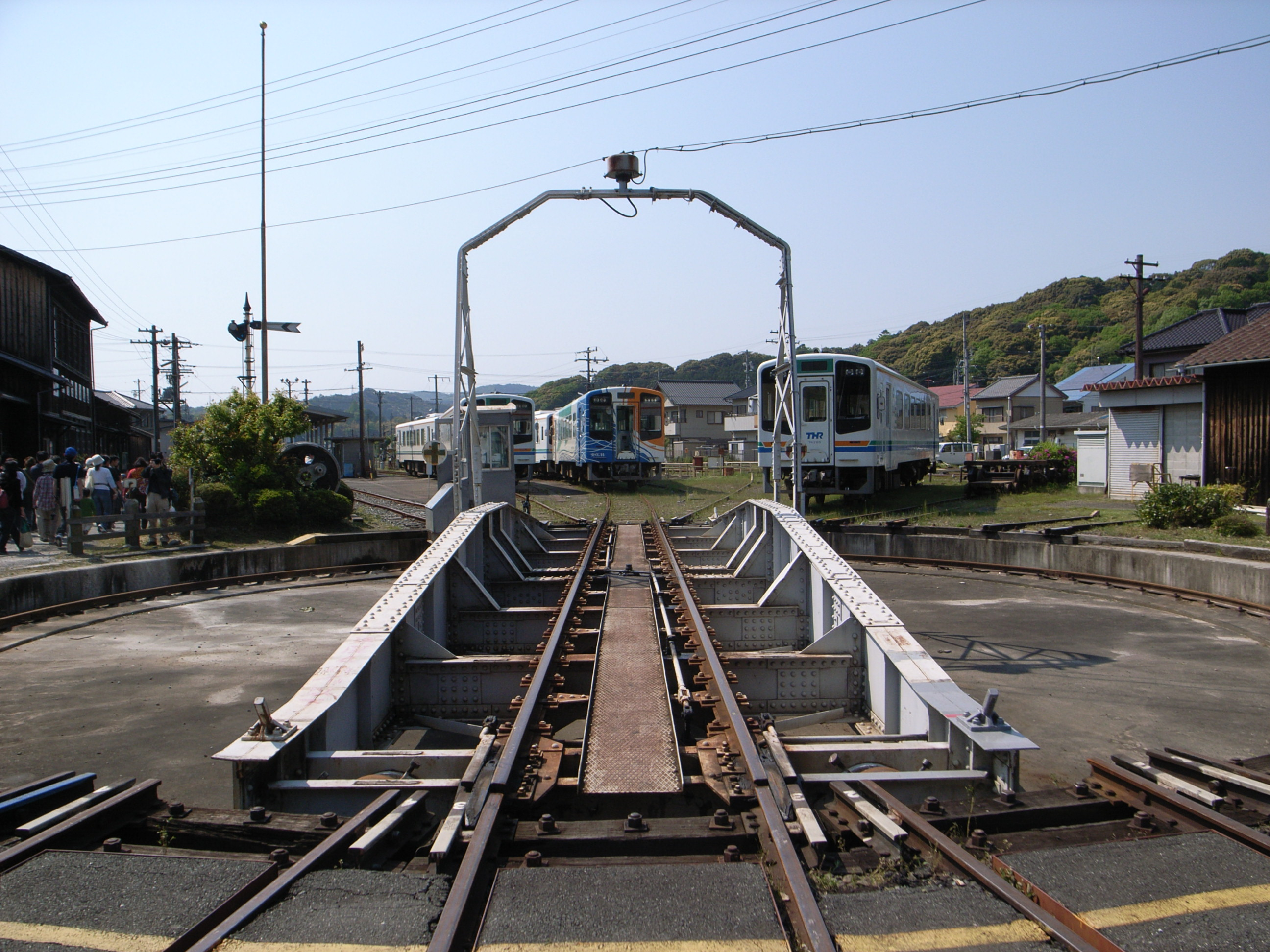
Drehscheibe
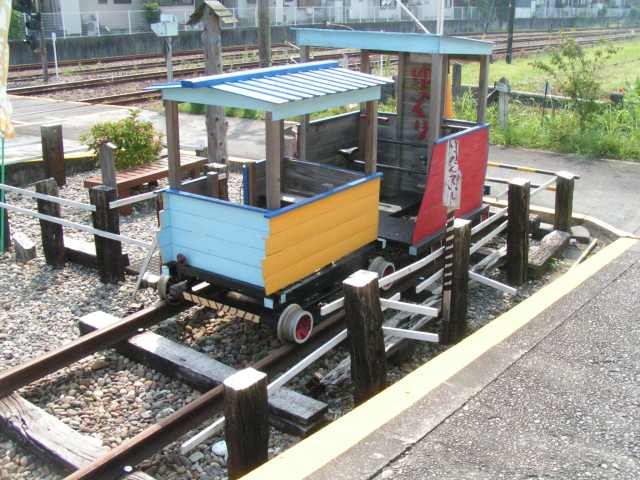
Tret-Minitrolley (August 2006)